# Canon Reffye de 85 mm
Die Canon Reffye de 85 mm (auch Modèle 1873 oder Canon de campagne de 7 genannt) war ein Geschütz des 19. Jahrhunderts. Ursprünglich ein Vorderlader, wurde es nachträglich mit einem Schraubenverschluss ausgestattet.
Konstrukteur war Général Jean-Baptiste Verchère de Reffye als Direktor des „Atelier de Meudon“ und Direktor der „Fabrique d’armes et de canons de Tarbes“. Es war eine der ersten Kanonen mit einem Schraubverschluss, das Rohr war aus Bronze gefertigt und hatte eine Länge von 2,12 Metern. Verschossen wurde eine Granate mit einem Gewicht von 7 kg. Von der französischen Armee 1873 eingeführt, wurde das Geschütz bereits ab 1875 durch die Canon Lahitolle de 95 mm ersetzt, fand sich aber noch bis 1906 in den Festungen.
Der Verschluss mit unterbrochenem Gewinde war ein völlig neues System, von dem eine spätere Version für die Geschütze des System de Bange  verwendet wurde. Es war eine relativ effektive Waffe, was an der Verwendung von einem Vorläufer der Patronenmunition gegenüber der bis dahin üblicherweise verwendeten Pulversäckchen lag. Der Verschluss konnte nach hinten ausgezogen und dann in einem Scharnier nach links geschwenkt werden. Geladen wurde zuerst die Granate oder das Schrapnell, anschließend die Pulverkartusche. Diese bestand aus sechs Presspulverringen in einer Hülse aus Pappmaché mit einem Metallboden. Dadurch wurde ein schnelleres Laden ermöglicht.

## Weitere technische Daten
- Geschossgewicht: Sprenggranate 7,1 kg, Schrapnell 7,86 kg
- Maximale Schussweite: 5781 m (Feldgeschütz)
6200 m (Belagerungs- und Festungsgeschütz)[3]
- Lafetten: Feldgeschützlafette Tarbes Mle 1873
Kasemattlafette für Geschütz 5 und 7 Mle 1876
Belagerungs-/Festungslafette Mle 1880
- Kosten: 2600 Goldfrancs (mit Bronzerohr)
5000 Goldfrancs (mit Stahlrohr)[3]
- Gewicht des Rohres: 650 kg (Bronzerohr)
 620 kg (Stahlrohr)
- Gesamtgewicht:

mit Bronzerohr: 
1285 kg (Feldlafette)
1768 kg (Festungs-/Belagerungslafette mit Rädern Typ 95)
1876 kg (Festungs-/Belagerungslafette mit Rädern Typ Arbel)
1275 kg (Kasemattlafette Typ 5 und 7)
mit Stahlrohr:
1255 kg (Feldlafette)
1738 kg (Festungs-/Belagerungslafette mit Rädern Typ 95)
1846 kg (Festungs-/Belagerungslafette mit Rädern Typ Arbel)
1245 kg (Kasemattlafette Typ 5 und 7)
- Azimut: 81° (Feldlafette)[3]
81° (Festungs-/Belagerungslafette)[3]
- Bedienungsmannschaft: 5
- Vorgängermodelle:

Canon de 12 livres (Zwölfpfünder)
Canon de 8 livres (Achtpfünder)
Canon de 6 livres (Sechspfünder)
Canon de 4 livres (Vierpfünder)
- Nachfolgemodelle:

Canon de 90 mm modèle 1877
Canon Lahitolle de 95 mm
Canon de 75 mm modèle 1897
- Im Dienst: bis 1906

Details
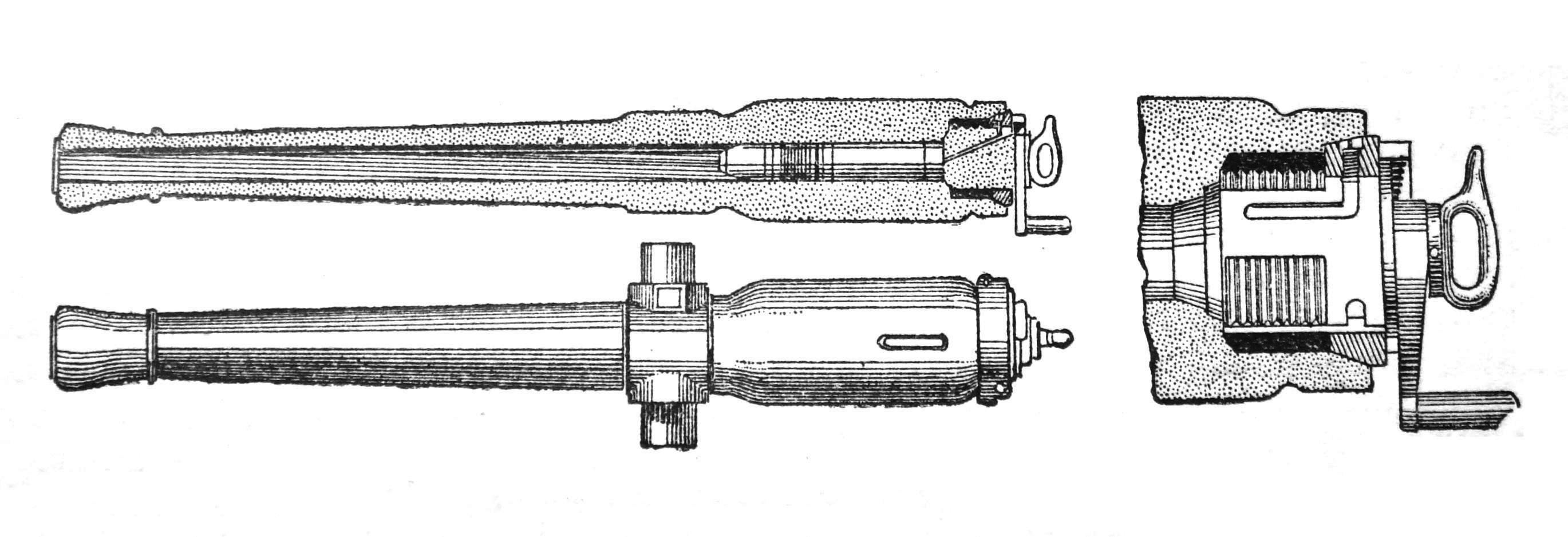
Risszeichnung der Canon de Reffye (Bronzerohr)
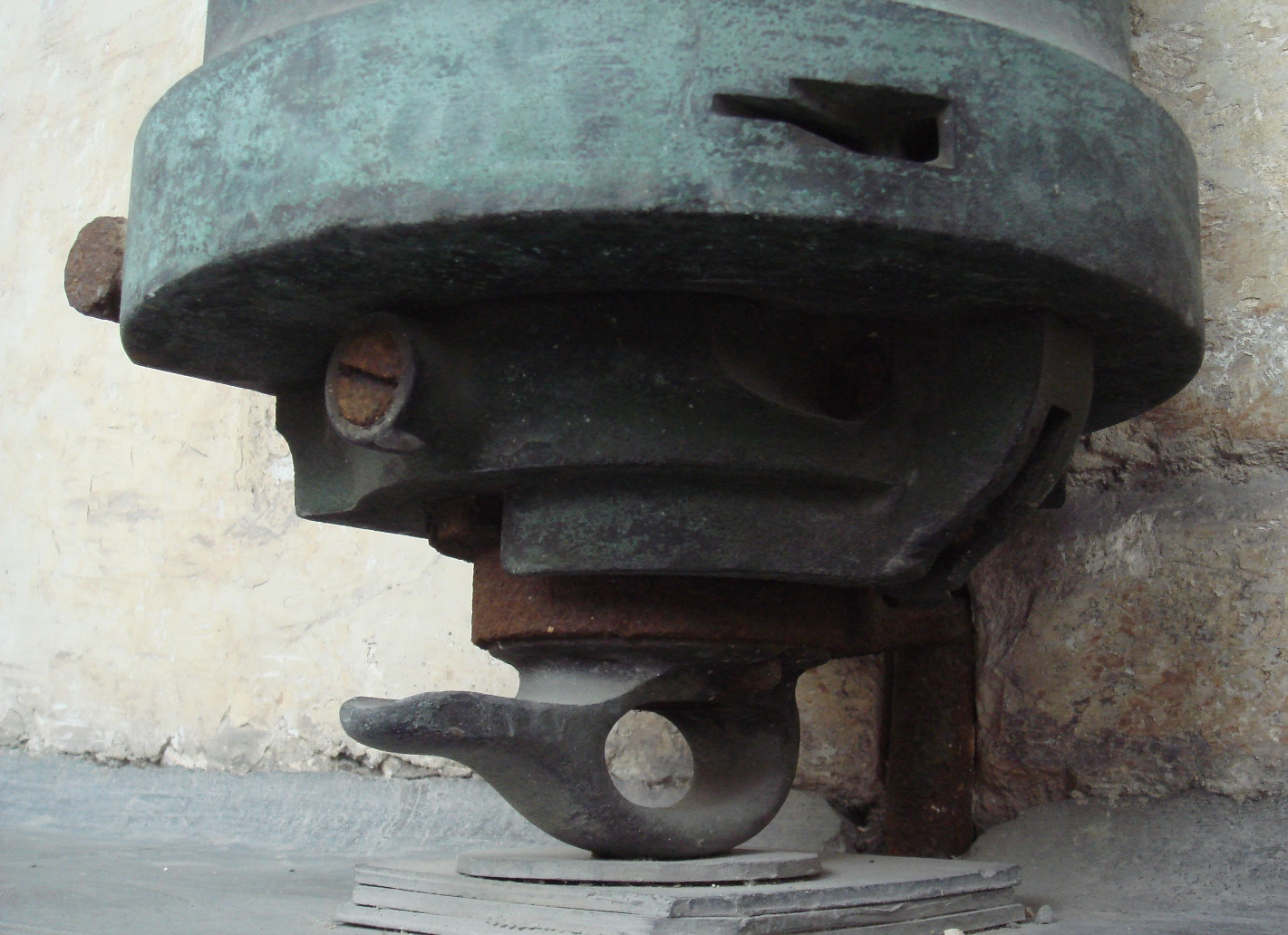
Detail des Verschlusses (Musée de l’Armée, Paris)